# Anthicus bellulus
Anthicus bellulus är en skalbaggsart som beskrevs av Leconte 1851. Anthicus bellulus ingår i släktet Anthicus och familjen kvickbaggar. Inga underarter finns listade i Catalogue of Life.